# Die Sünde
Die Sünde ist ein Gemälde von Franz von Stuck aus dem Jahr 1893. Es gehört zu seinen bekanntesten Bildern und ist dem Symbolismus zuzuordnen. Gezeigt wird es heute in der Münchner Neuen Pinakothek.

## Hintergrund

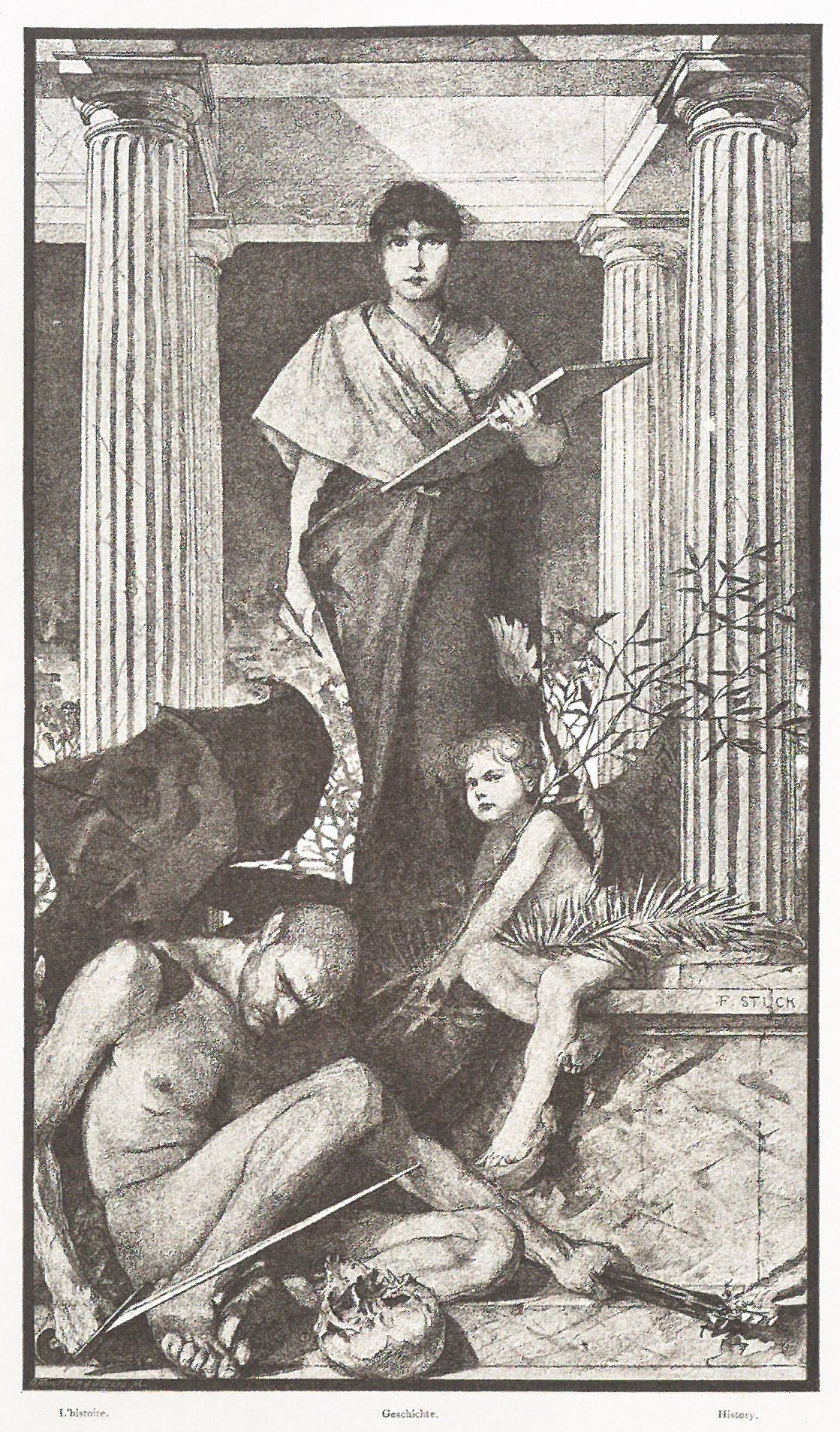
Geschichte, Druck aus Allegorien und Embleme, Vorbild für Stucks spätere Rahmengestaltung

Ein Vorläufer für die Sünde ist Stucks Zeichnung Geschichte der bei Gerlach & Schenk in Wien erschienenen Bildmappe Allegorien und Embleme, aus dem Jahr 1884. Gezeigt wird eine weibliche Figur, die, zwischen Säulen mit dorischen Kapitellen steht. Halbsäulen mit dorischen Kapitellen bilden auch die Seiten des vergoldeten architektonischen Rahmens für das spätere Gemälde mit dem Titel Die Sünde von 1893. In jener Zeit bildete sich der erotische Frauentyp, die Femme fatale, mit großen Augen, knapper modischer Bekleidung des späten 19. Jahrhunderts und verführerischer Pose als das Markenzeichen Stucks heraus. Aber Stucks Arbeiten wurden auch karikiert. So verwendete der Zeichner und Karikaturist Theo Zasche die Sünde und andere Nacktbilder von Frauen auf einer Einladung zu einem Gschnasfest, anlässlich der Walpurgisnacht im Wiener Künstlerhaus von 1895. Das Werk war bereits kurz nach seiner Entstehung bekannt geworden, löste aber keinen Skandal aus. Es erhielt 1899 in Wien die für ausländische Künstler bestimmte „staatliche Goldmedaille“. In Stucks 1898 fertiggestellter Villa hat das Bild eine besondere Bedeutung. Seit 1901 hängt eine Version der Sünde mit Goldrahmen an einer Art „Altar“ in Stucks damaligem Atelier. Es war der „räumliche und ideelle Mittelpunkt des Hauses“.

## Beschreibung
Das Gemälde hat die Maße 94,5 × 59,5 Zentimeter und ist in der Maltechnik Öl auf Leinwand ausgeführt. Im Besitz der Pinakothek befindet es sich seit 1893. Die Sünde ist vom Bildausschnitt her ein Hüftbild; das Antlitz der Frau wird als Dreiviertelporträt, und das Gesicht der Schlange als Porträt en face dargestellt.
Gezeigt wird vor grünlich dunklem Hintergrund eine Frau mit nacktem Oberkörper. Anna Maria Brandmaier aus Bayerdilling, eine Jugendliebe und Modell von Franz Stuck, steht in Blickkontakt mit den Betrachtern. Ihr Gesicht ist überschattet, aber die Pupillen ihrer großen Augen mit weißen Glanzlichtern sind seitwärts nach links gerichtet. Der Mund ist geschlossen. Im Vergleich zum übrigen Gesicht bilden diese Augen einen starken Helldunkelkontrast. Die langen schwarzen Haare verdecken umrandend den fast weißen Leib mit seinen halb sichtbaren Brüsten. Brustwarzen und Bauchnabel bilden mit ihren Punkten in der Bildkomposition ein nach unten gestrecktes Dreieck.
Um ihren Leib und Hals ringelt sich wie eine Stola eine vergrößert wirkende dunkelblaue, mit hellblauen Mustern geschmückte Riesenschlange, deren Kopf auf der rechten Schulter und Brust der Frau ruht und ebenfalls den Betrachter, direkt anblickt. Der Schlangenkopf weist Augen mit Glanzlichtern und ein geöffnetes Maul mit den schlangentypischen Fangzähnen auf, was eine Assoziation an die Gefährlichkeit des Tieres für den Betrachter auslösen soll. Das Motiv der Schlange, in enger Verbindung mit einer Frau, bezieht sich auf den alttestamentlichen Sündenfall, und wird in der Bibel im ersten Buch Mose dargestellt (Gen 3 ). Die Schlange wird also in Stucks Bild als Symbol der Verführung und Gefahr präsentiert. Rechts oberhalb des weißen Körpers der Frau bildet eine Bildfläche mit orangefarbenem Kontrast den Hintergrund, der als Höllenfeuer für denjenigen aufgefasst werden kann, der sich auf die Verlockungen einlässt und sündigt. In diesem farblich hervorgehobenen Bereich befindet sich auch die unübersehbare Signatur des Malers in dem für ihn typischen Schriftbild: FRANZ STVCK. Sonst ist der Hintergrund plakativ schwarz und ohne Tiefe.
Eine besondere Bedeutung hat der architektonisch wirkende Bilderrahmen für das Bild. Er soll die Einzigartigkeit des Gemäldes in den damals meist überladenen Ausstellungen betonen und die Blicke auf das Bild lenken. Der untere Teil des Rahmens trägt den Titel des Bildes in einem zeitgenössischen Schriftstil: DIE SUENDE. In anderen Versionen des Bildes lautet der Titel DIE SVENDE, wobei das V und das E als Ligatur erscheinen. Hier ist erkennbar, dass Stuck als Zeichner, Grafiker und Illustrator Erfahrungen im Präsentieren hatte. Stuck verstand seine kunsthandwerklichen Rahmen als Teil eines taktischen Meisterwerks, das er nicht nur in seinen Arbeiten schuf, sondern sein ganzes Künstlerleben ebenfalls darauf baute.

## Versionen
Von dem Motiv der Sünde hat von Franz Stuck zwischen 1891 und 1912 elf Versionen als Ölbild mit individuell gestaltetem Goldrahmen geschaffen, von denen vier verschollen sind.

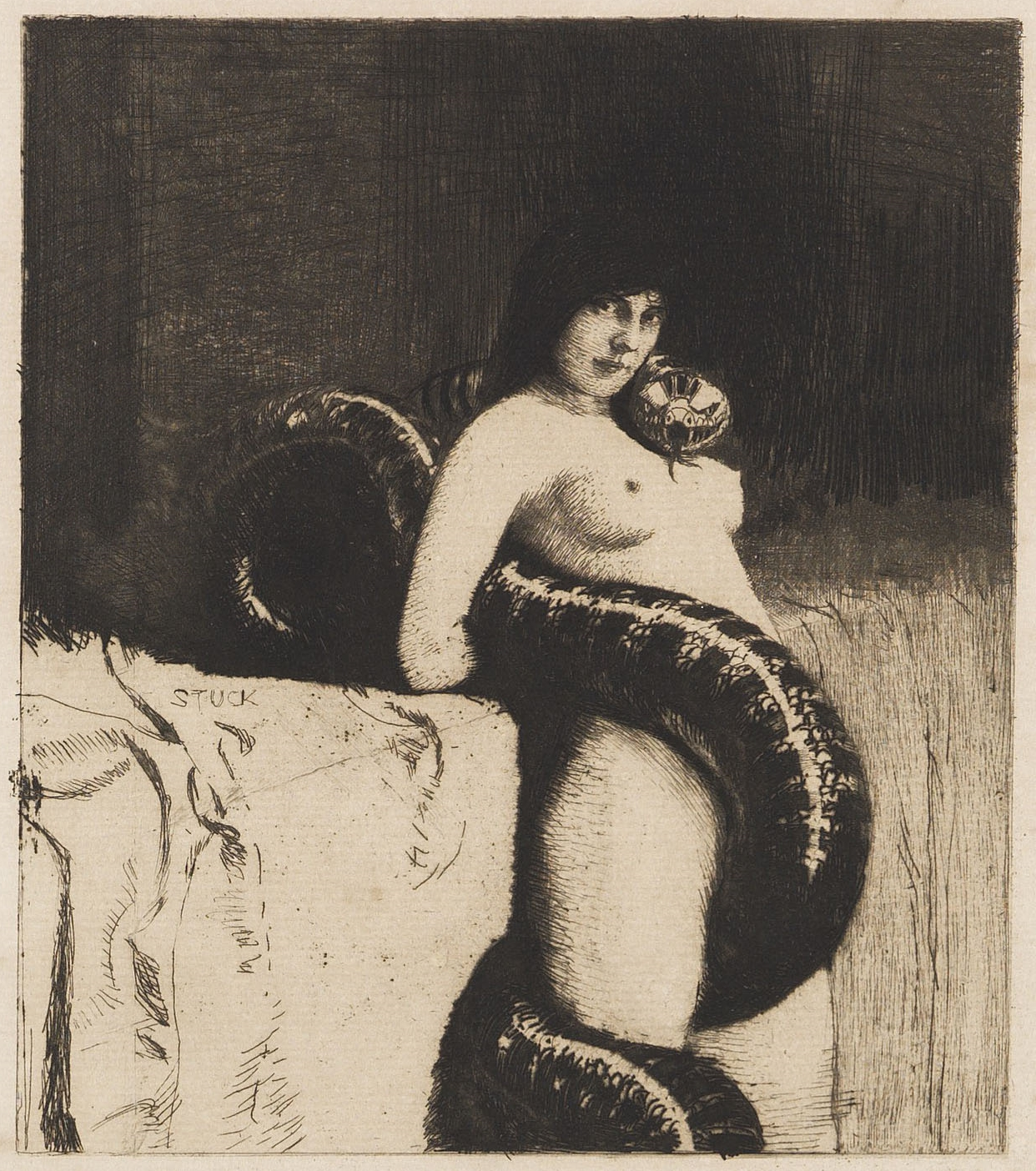
Die Sinnlichkeit als Radierung, 1889
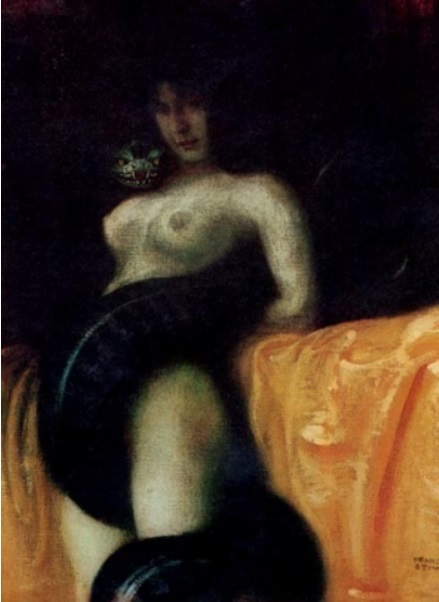
Etwa 1897, bis 1941 Sammlung Friedrich Gutmann, 2009 restituiert und Auktion bei Christie’s
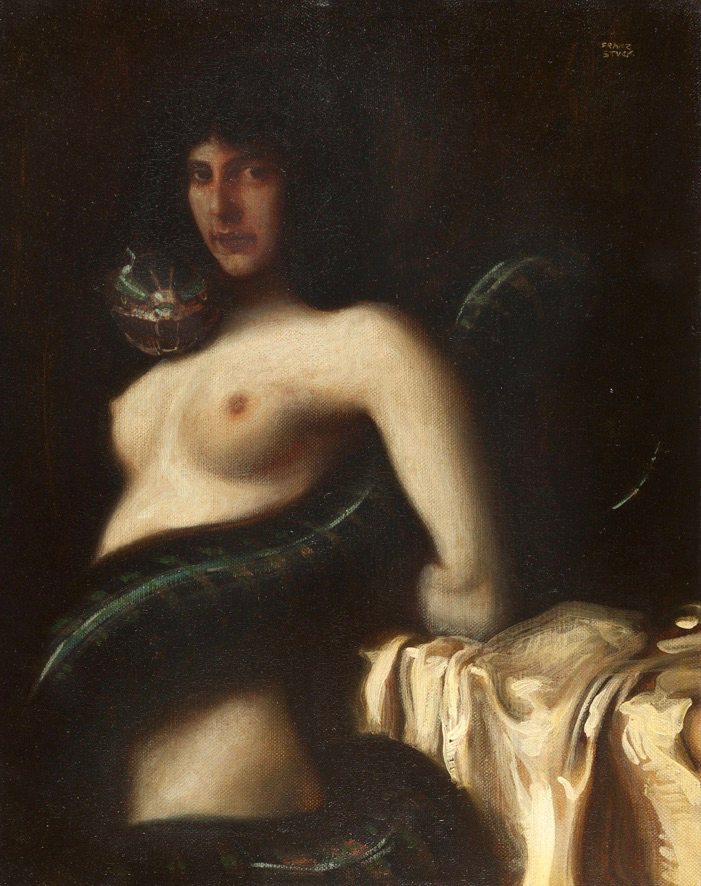
Etwa 1897, Sammlung Ernst und Gertrud Flersheim, Sonderauftrag Linz, 1963 Carl Laszlo, 2015 Einigung der Erben Flersheim und Laszlo
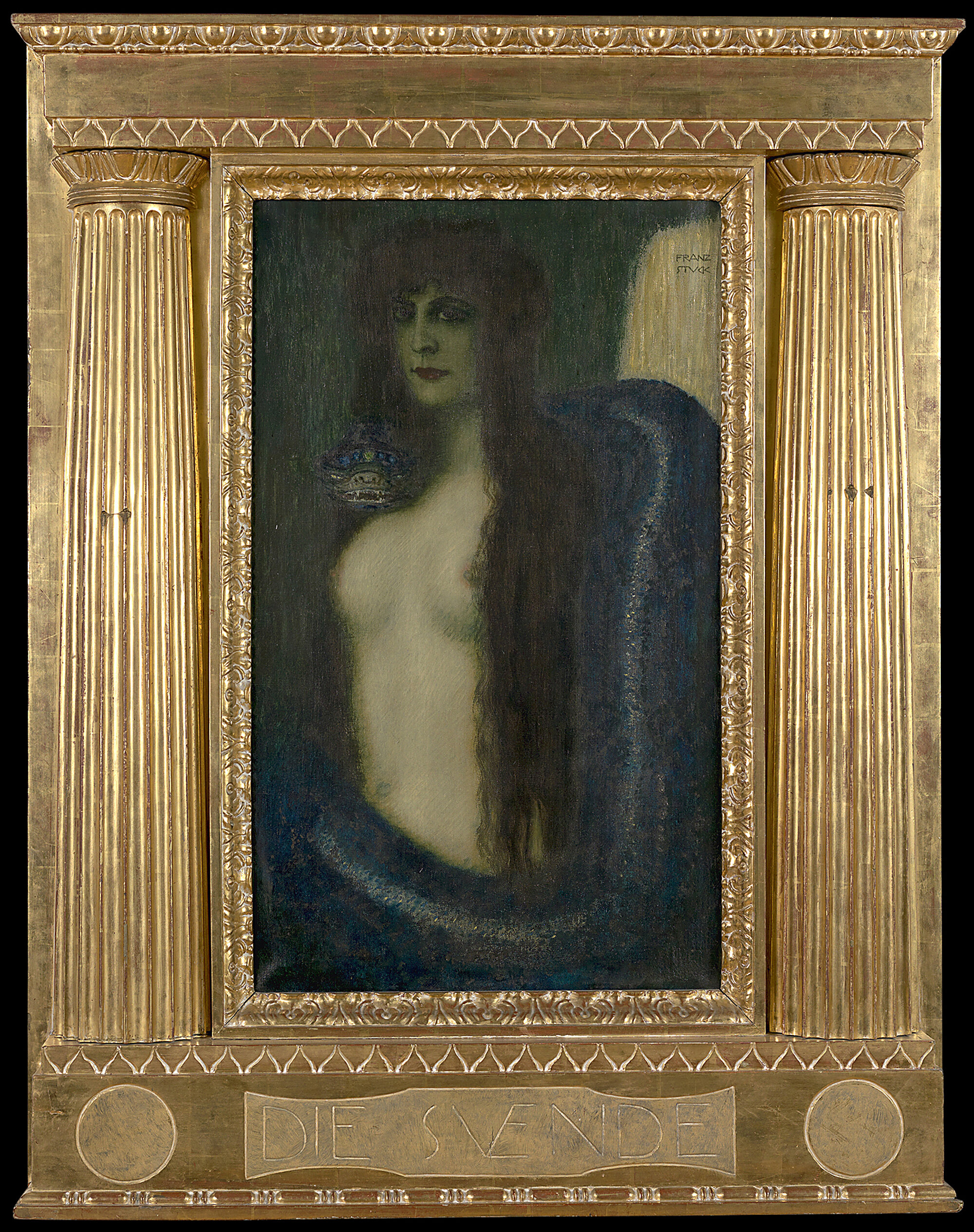
Vor 1906, Villa Stuck
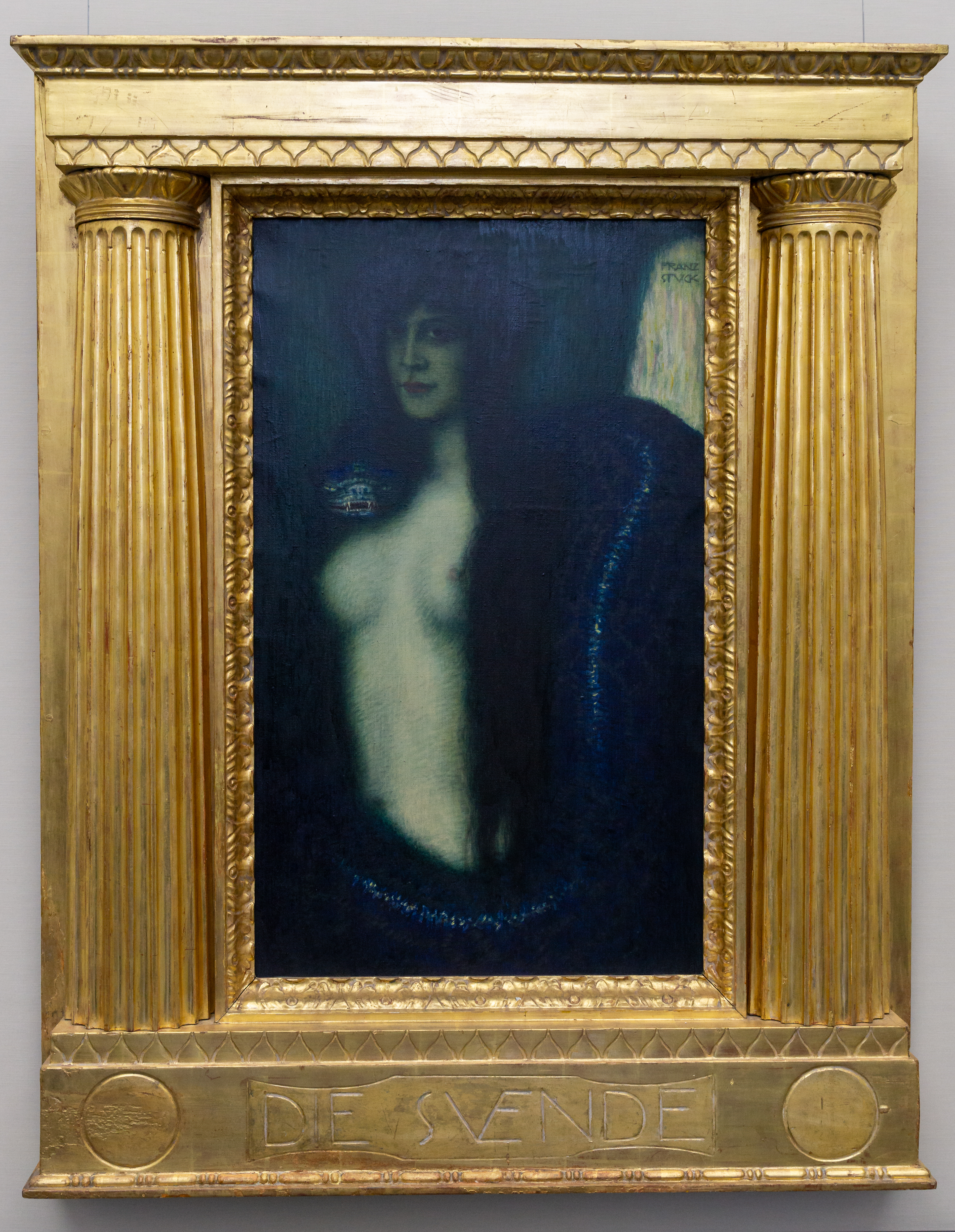
1912, Alte Nationalgalerie (Berlin)

## Deutung
Das Bild sollte nach Ansicht zeitgenössischer Interpreten die Frau mit ihrer angeblich „unersättlichen Sexualität“ als „Verführerin des Mannes“ zeigen. Heutige Interpretationen sehen in dem Bild eher das Kulissenhafte, Flache und Schemenhafte der Bildkomposition. Die Schlange präsentiert demnach den Frauenkörper nur, um ihm damit die Rolle eines Lockmittels zu geben. Wer davon angelockt wird, hat das Höllenfeuer, oben rechts im Bild als orangenfarbene Fläche symbolisiert, zu fürchten. Geschickt verwendet Stuck Elemente der zeitgenössischen Moral, wie sie beispielsweise von der Kirche vertreten wurde, um Macht über den menschlichen Sexualtrieb auszuüben. Macht über Bilder bedeutet Macht über Menschen zu haben. Stuck verwendet und reduziert den weiblichen Körper als Werkzeug für seinen eigenen Machtwillen in Bezug auf seine Karriere, Anerkennung und materiellen Wohlstand. Franz von Stuck verstand es in seiner Epoche mit Bildern wie Die Sünde sich hervorragend zu vermarkten.

## Rezension und Rezeption
Zeitgenössische Betrachter sahen in dem Bild, das im Fin de Siècle ein regelrechtes Kultbild war, ein „dämonisches verführerisches Weib“, „eine Verkörperung der Sünde, der Erotik“, ganz im bigotten moralischen Denken der männlich dominierten Epoche mit ihren schwülstigen Männerfantasien, die sich durch die gesamte deutsche Kultur jenes Stils zog. Franz von Stuck, seit 1906 geadelt, war in jenen Jahren der unumstrittene „Malerfürst“, in Ausstellungen meist dominant und in den Zeitungen sehr positiv besprochen. In späterer Zeit wandelte sich das Urteil über Franz von Stuck, – seine Arbeiten und damit auch die Sünde gerieten nach Ansicht moderner Kritiker in den Bereich des Lächerlichen und Kitschigen.
- Bericht in der FAZ vom 2. November 2014 über die Versteigerung einer Version der Sünde bei Sotheby’s in New York mit negativer Bewertung des Bildes von Rose-Maria Gropp[9]
- Internetseite welt.de mit einem Bericht über die Ausstellung Sünde und Secession – Franz Stuck in Wien im Belvedere 2016[10]
- Interview der Münchner Abendzeitung vom 27. Dezember 2012 mit Margot Brandlhuber, der Kuratorin im Museum Villa Stuck über den heute noch vorhandenen Reiz des Bildes[11]

## Ausstellungen
- 1893 Pinakothek München
- 1897 in der Wiener Galerie Miethk[3]
- Franz von Stuck, Spiel und Sinnlichkeit. Mittelrhein-Museum Koblenz, 25. Juni bis 30. August 1998
- Franz von Stuck: Der Müllersohn und die Mythen. 4. Dezember 2008 bis 15. März 2009 in der Villa Stuck in München[12]
- Sünde und Secession: Franz von Stuck in Wien. Unteres Belvedere Wien, 1. Juli 2016 bis 9. Oktober 2016